# 등거리변환
수학에서 등거리 변환(等距離變換, 영어: isometry 아이소메트리[*]) 또는 등거리 사상(等距離寫像) 또는 등장 사상(等長寫像)은 거리를 보존하는 거리 공간 사이 함수다.

## 정의
{\displaystyle (X,d_{X})}와 {\displaystyle (Y,d_{Y})}가 거리 공간이라고 하자. 이 두 거리 공간 사이의 등거리 변환 {\displaystyle f\colon X\to Y}는 다음 조건을 만족하는 함수다. 임의의 {\displaystyle a,b\in X}에 대하여,
{\displaystyle d_{X}(a,b)=d_{Y}(f(a),f(b))}.
등거리 변환은 자동적으로 연속 함수다.
등거리 동형사상(영어: isometric isomorphism)은 전단사 등거리 변환이다. 이는 거리 공간 사이의 동형사상이다. 등거리 동형사상은 항상 위상동형사상이다.
선형 등거리 변환(영어: linear isometry)는 노름 공간 사이에서 노름을 보존하는 함수다. 즉, {\displaystyle (X,\Vert \Vert _{X})}와 {\displaystyle (X,\Vert \Vert _{Y})}가 노름 공간이라고 하자. 그렇다면 이 두 노름 공간 사이의 선형 등거리 변환 {\displaystyle f\colon X\to Y}는 다음 조건을 만족하는 선형 변환이다. 임의의 {\displaystyle a\in X}에 대하여,
{\displaystyle \Vert a\Vert _{X}=\Vert f(a)\Vert _{Y}}.
선형 등거리 변환은 등거리 변환이다.

## 같이 보기
- 준등거리사상